# Petrasjevskijgruppen

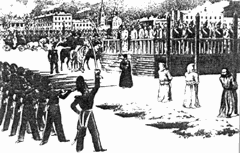
Avrättningsplatsen

Petrasjevskijgruppen var en litterär diskussionsgrupp som startades i Sankt Petersburg av Michail Petrasjevskij, en karismatisk rysk tänkare. Gruppen var socialistisk och inspirerades främst av den franske socialisten Charles Fourier. 
I april 1849 arresterades hela Petrasjevskijgruppen och alla dömdes till döden genom arkebusering.Nikolaj I, som under denna tid var tsar i Ryssland var rädd för gruppens motstånd mot tsarväldet. Strax innan avrättningsögonblicket benådades dock samtliga i gruppen och sändes istället till straffarbete i Sibirien.
Bland medlemmarna i gruppen märktes författarna Fjodor Dostojevskij och Aleksej Plesjtjejev.